# Driekeizerpunt

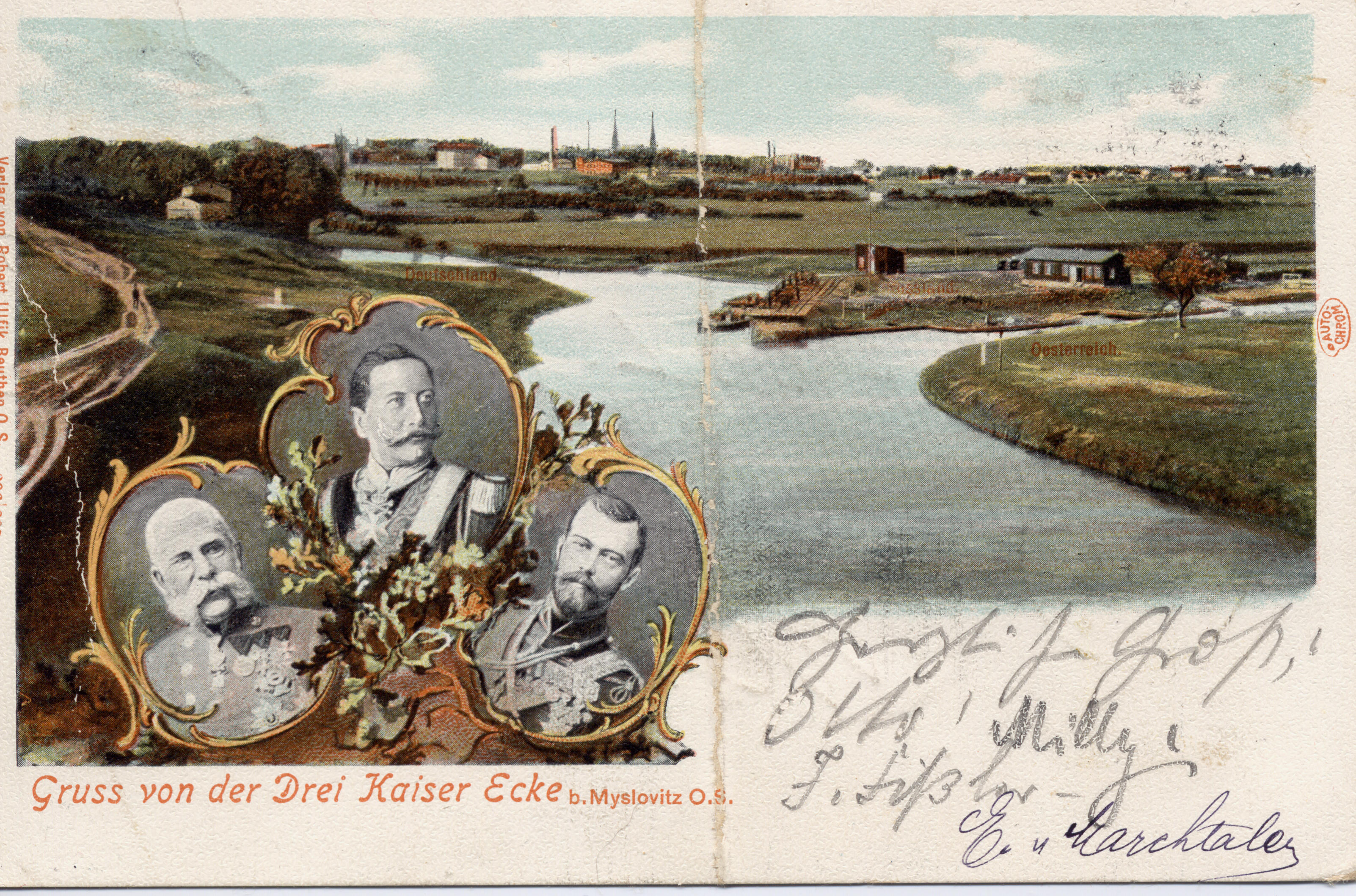
Briefkaart met de drie keizers Frans Jozef I van Oostenrijk, Wilhelm II van Duitsland en Nicolaas II van Rusland

Het Driekeizerpunt was een drielandenpunt tussen de keizerrijken Oostenrijk, Duitsland en Rusland.
Na de Eerste Wereldoorlog verdween dit drielandenpunt met de instelling van het land Polen. Het driekeizerpunt was te vinden op de plek waar de rivieren Zwarte en Witte Przemsa samenvloeien. Dit punt ligt bij de Pruisische stad Myslowitz die thans in Polen ligt, in de provincie Silezië.